# Symplocos corymboclados
Symplocos corymboclados là một loài thực vật có hoa trong họ Dung. Loài này được Brand miêu tả khoa học đầu tiên.